# Zabar, Nógrád
Zabar  este un sat în districtul Salgótarján, județul Nógrád, Ungaria, având o populație de 515 locuitori (2011). 

## Demografie
Componența etnică a satului Zabar
     Maghiari (86,92%)
     Romi (13,08%)
Componența confesională a satului Zabar
     Romano-catolici (69,13%)
     Fără religie (14,56%)
     Necunoscută (15,53%)
     Reformați (0,78%)
Conform recensământului din 2011, satul Zabar avea 515 locuitori. Din punct de vedere etnic, majoritatea locuitorilor (86,92%) erau maghiari, cu o minoritate de romi (13,08%).  Din punct de vedere confesional, majoritatea locuitorilor (69,13%) erau romano-catolici, cu o minoritate de persoane fără religie (14,56%). Pentru 15,53% din locuitori nu este cunoscută apartenența confesională.